# Liste der Monuments historiques in Bassu
Die Liste der Monuments historiques in Bassu führt die Monuments historiques in der französischen Gemeinde Bassu auf.

## Liste der Objekte
| Bezeichnung                | Beschreibung                               | Standort                        | Kennzeichnung | Schutzstatus | Datum | Bild |
| -------------------------- | ------------------------------------------ | ------------------------------- | ------------- | ------------ | ----- | ---- |
| Skulptur Heiliger Hilarius | Holz, 18. Jahrhundert                      | in der Kirche St-Hilaire (Lage) | PM51003463    | Inscrit      | 2003  |      |
| Skulptur Heiliger Antonius | Holz, 18. Jahrhundert                      | in der Kirche St-Hilaire (Lage) | PM51003462    | Inscrit      | 2003  |      |
| Tabernakel                 | mit drei Skulpturen; Holz, 18. Jahrhundert | in der Kirche St-Hilaire (Lage) | PM51003467    | Inscrit      | 2003  |      |
| Skulptur Madonna mit Kind  | Holz, 17. Jahrhundert                      | in der Kirche St-Hilaire (Lage) | PM51003466    | Inscrit      | 2003  |      |
| Skulptur Heiliger Stephan  | Holz, 18. Jahrhundert                      | in der Kirche St-Hilaire (Lage) | PM51003464    | Inscrit      | 2003  |      |
| Kruzifix                   | Holz, 18. Jahrhundert                      | in der Kirche St-Hilaire (Lage) | PM51003465    | Inscrit      | 2003  |      |